# Heinz Graffunder

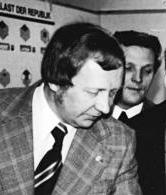
Heinz Graffunder in 1974

Heinz Graffunder (Berlijn, 23 december 1926 – aldaar, 9 december 1994) was een Duits architect. 
Tussen 1949 en 1952 studeerde hij aan Vereinigten Bauschulen von Groß-Berlin. Daarna werkte hij tussen 1952 en 1967 als architect en stedebouwkundige in het Berlijn. Hij verwierf bekendheid als ontwerper van het Palast der Republik. Andere bouwwerken van zijn hand waren onder andere de DDR-ambassade in Boedapest (met Eckart Schmidt) en gebouwen in diverse dierentuinen in Rostock, Cottbus, Neustrelitz, Maagdenburg en Erfurt. Ook het centraal station in Sofia is van zijn hand. Ook ontwierp hij woonboten in Berlijn-Friedrichshain en Berlijn-Lichtenberg, een kinderzwembad in het Monbijoupark in Berlijn-Pankow en een appartementencomplex aan de Friedrichsgracht in Berlijn (wederom met Eckart Schmidt). 
Na de Omwenteling had Graffunder tussen 1990 en 1994 een eigen architectenbureau in Berlijn waarmee hij onder andere enkele tuincentra en hotels ontwierp. Hij zette zich in om het Palast der Republik te behouden, echter zonder succes. 
- Gemeinsame Normdatei: 133398234
- International Standard Name Identifier: 0000 0000 8370 6295
- Nationale Bibliotheek van Tsjechië: xx0104367
- Nederlandse Thesaurus van Auteursnamen: 386023417
- Système universitaire de documentation: 110112806
- Union List of Artist Names: 500246003
- Virtual International Authority File: 33186696
- WorldCat: E39PBJvhpf7tKkHqG68CJrtBT3